# نیروی هوایی آلبانی
نیروی هوایی آلبانی (آلبانیایی: Forca Ajrore e Republikës së Shqipërisë) نیروی هوایی زیرمجموعه نیروهای مسلح آلبانی است، که فعالیت خود را از سال ۱۹۲۸ آغاز کرد.